# Bystré, Rychnov nad Kněžnou
Bystré là một làng thuộc huyện Rychnov nad Kněžnou, vùng Královéhradecký, Cộng hòa Séc.